# 莲河
莲河位于中华人民共和国吉林省南部，是辉发河左岸支流。旧称沙河，满语为“吉尔撒河”。1988年吉林省河流普查时，因与敦化市境内的牡丹江支流重名而改为“莲河”。莲河发源于东丰县西部杨木林镇兴安村老爷岭山东麓，蜿蜒向东流经杨木林镇、猴石镇、拉拉河镇，至县城东丰镇后转东南流，经南屯基镇、三合满族朝鲜族乡，过三合乡东胜村后进入梅河口市境内，于梅河口湾龙乡莲河村东南汇入辉发河。河长80.1千米，流域面积1066平方千米，河道平均比降0.9‰。年均径流量0.66亿立方米。莲河中上游为低山丘陵区，下游两侧为黄土台地或辉发河河谷一级阶地，河漫滩较宽，河道弯曲，河岸多柳丛。